# 瓦勒托朗

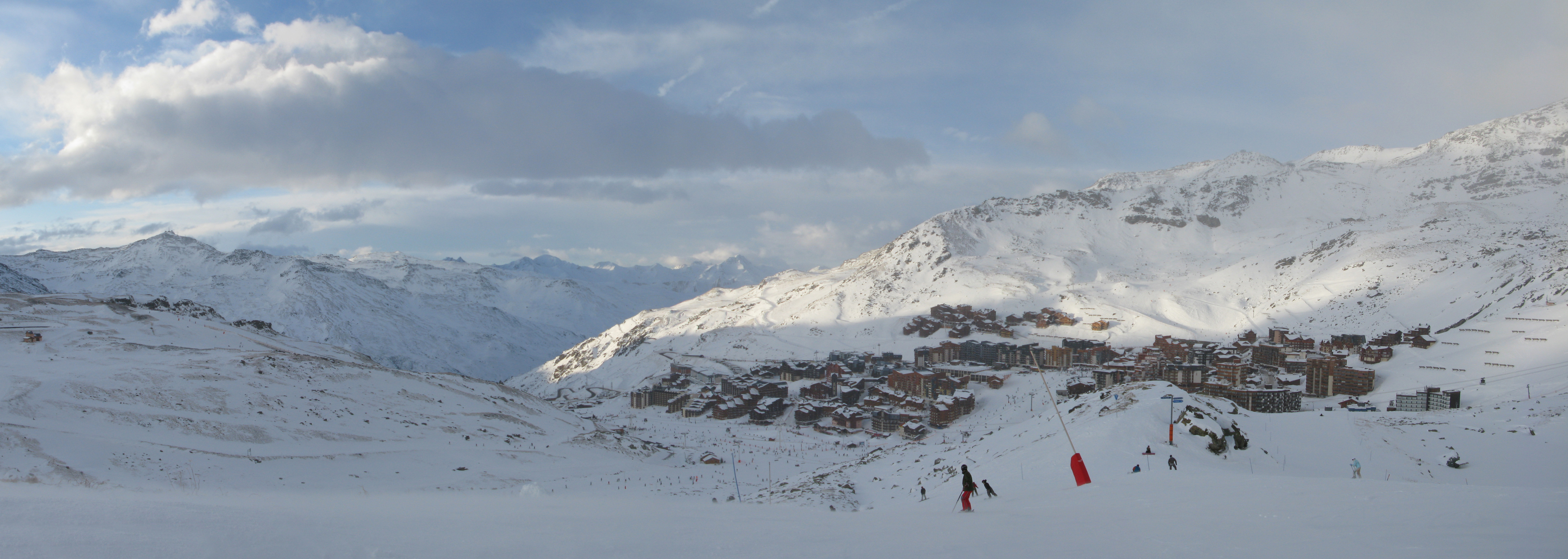
瓦勒托朗全景

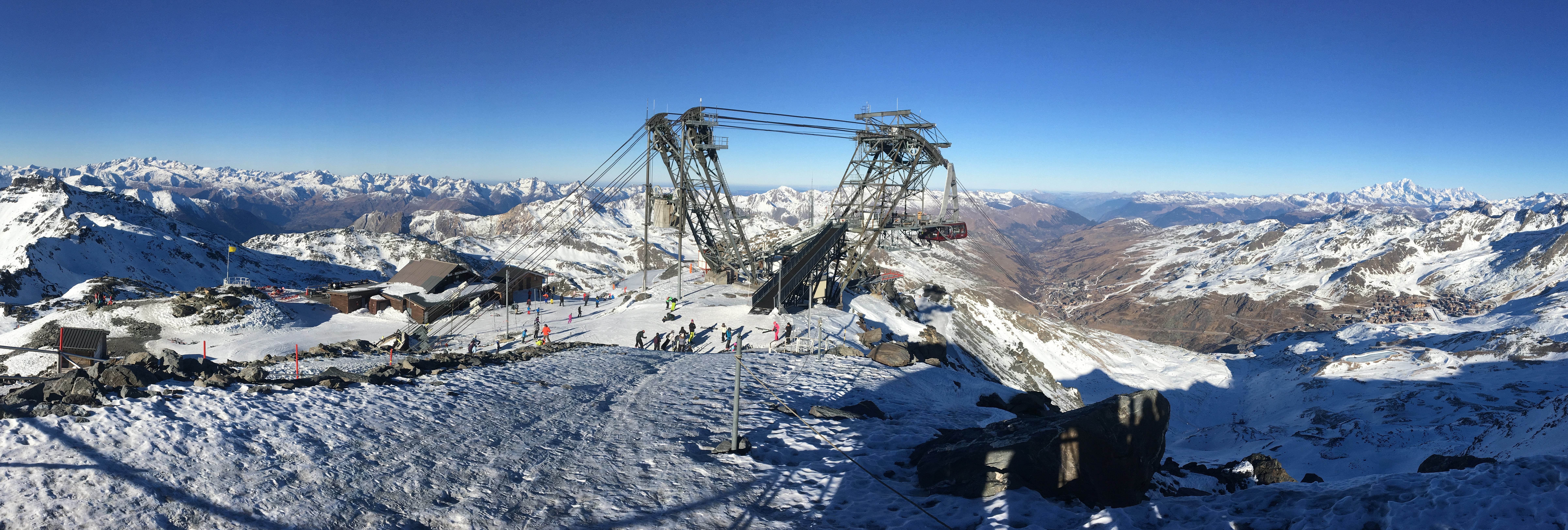
海拔3,200米的卡龙峰（2016年攝）

瓦勒托朗（法語：Val Thorens，[val tɔʁɑ̃]），又称瓦托倫斯、蔥仁谷，法國滑雪小鎮，位於海拔2,300（7,500英尺），是世界最大滑雪地區之一的三山谷（總面積為600平方公里）的一部分。
2014年，在奧雷勒度假村（Orelle resort ）的布歇登山吊椅（Bouchet chairlift）位於山頂處，建立了一條長1.3公里取名La Tyrolienne的溜索（zipwire），可以連接到瓦勒托朗的富尼特纜車（Funitel cable car）。此乃全歐洲最高的溜索，穿梭兩地只需1分45秒，時速可達100公里。

## 外部連結
- Official Val Thorens website （页面存档备份，存于）

45°17′53″N 6°34′48″E / 45.29806°N 6.58000°E